# Aichi E8A
L'Aichi E8A, designazione aziendale AB-7, indicato anche idrovolante da ricognizione sperimentale 8-Shi in base alle convenzioni di designazione allora vigenti, fu un idrovolante da ricognizione imbarcato a galleggiante centrale, monomotore e biplano, sviluppato dall'azienda aeronautica giapponese Aichi Tokei Denki KK negli anni trenta e rimasto allo stadio di prototipo.

## Storia del progetto
Nel 1933 la Marina imperiale giapponese emise una specifica per la fornitura di un nuovo velivolo atto a sostituire l'idroricognitore imbarcato Nakajima E4N allora in servizio. Tra le caratteristiche richieste vi era la necessità di essere lanciato tramite catapulta e possedere una manovrabilità simile a quella posseduta dagli aerei da caccia del periodo. A questa esigenza risposero la Aichi, la Kawanishi Kōkūki e la Nakajima Hikōki.
Per soddisfare le richieste l'ufficio tecnico della Aichi, supervisionato dall'ingegnere capo Yoshishiro Matsuo, avviò lo sviluppo di due progetti paralleli, un monoplano ad ala bassa motorizzato con un radiale Bristol Mercury, identificato dall'azienda come AM-7, ed un più convenzionale biplano, indicato come AB-7, anch'esso equipaggiato con un motore radiale ma di potenza inferiore, un Nakajima Kotobuki, il britannico Bristol Jupiter prodotto in Giappone su licenza. Lo sviluppo del monoplano fu presto abbandonato in quanto i calcoli progettuali rivelarono che le prestazioni previste erano di poco superiori a quelle del modello che doveva sostituire mentre il secondo proseguì sino alla realizzazione di due prototipi, i quali vennero presi in carico per le valutazioni dalla marina imperiale con la doppia designazione di idrovolante da ricognizione sperimentale 8-Shi e E8A.
L'AB-7 era un velivolo realizzato in tecnica mista, caratterizzato da una velatura biplana con ali a scalamento positivo, ripiegabili verso coda per facilitare il rimessaggio sull'unità navale dove doveva prestare servizio, e da un apparato di galleggiamento basato su un unico galleggiante centrale, più equilibratori montati sotto l'ala inferiore, che poteva essere facilmente sostituito da un convenzionale carrello d'atterraggio per permettergli di operare anche da terra. La fusoliera presentava due distinti abitacoli, quello anteriore aperto destinato al pilota ed il posteriore, destinato all'osservatore, parzialmente chiuso per offrirgli un maggiore comfort durante la missione. Il modello Aichi venne sottoposto a prove comparative assieme ai concorrenti Kawanishi E8K, un monoplano ad ala bassa dall'impostazione simile all'Aichi AM-7, e Nakajima E8N, quest'ultimo simile nell'aspetto all'E8A. Benché il risultato delle prove avesse evidenziato che l'E8A ed l'E8N riuscissero ad esprimere prestazioni comparabili in velocità massima e velocità variometrica, la proposta della Nakajima si rivelò superiore in manovrabilità e stabilità di volo aggiudicandosi l'appalto con oltre 700 esemplari realizzati in serie.

## Utilizzatori
Giappone
- Dai-Nippon Teikoku Kaigun Kōkū Hombu